# مارک جانستون (شناگر)

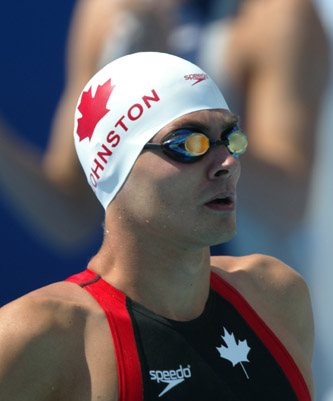
مارک جانستون در سال ۲۰۰۴

مارک جانستون (به انگلیسی: Mark Johnston) (زادهٔ ۳۱ اوت ۱۹۷۹) شناگر اهل کانادا است.